# Экспериментаниум
Музей занимательных наук «Экспериментаниум» — частный музей науки в Москве, открывшийся в 2011 году.
Экспозиция музея демонстрирует законы точных наук (электричество, механика, оптика и другое) и явлений окружающего мира и охватывает основные разделы школьного курса.
Музей интерактивен — посетители могут трогать выставочные предметы и экспонаты, разгадывать головоломки, проводить научные эксперименты и участвовать в опытах с предлагаемыми материалами и экспонатами.

## Интерактивная выставка
Коллекция «Экспериментаниума» состоит из более 300 интерактивных экспонатов, около 80 % из них изготовлены в самом музее. Экспозиция регулярно обновляется, в том числе экспонатами из аналогичных американских и европейских научных музеев. Выставка занимает три этажа музея общей площадью 3 500 м² и поделена на 7 разделов: анатомия, механика, оптика, акустика, гидравлика, электромагнетизм и автомобилестроение. На экспозициях представлены образцы машин, механизмов и устройств, многие из которых приводятся в действие с помощью рычага или магнита.

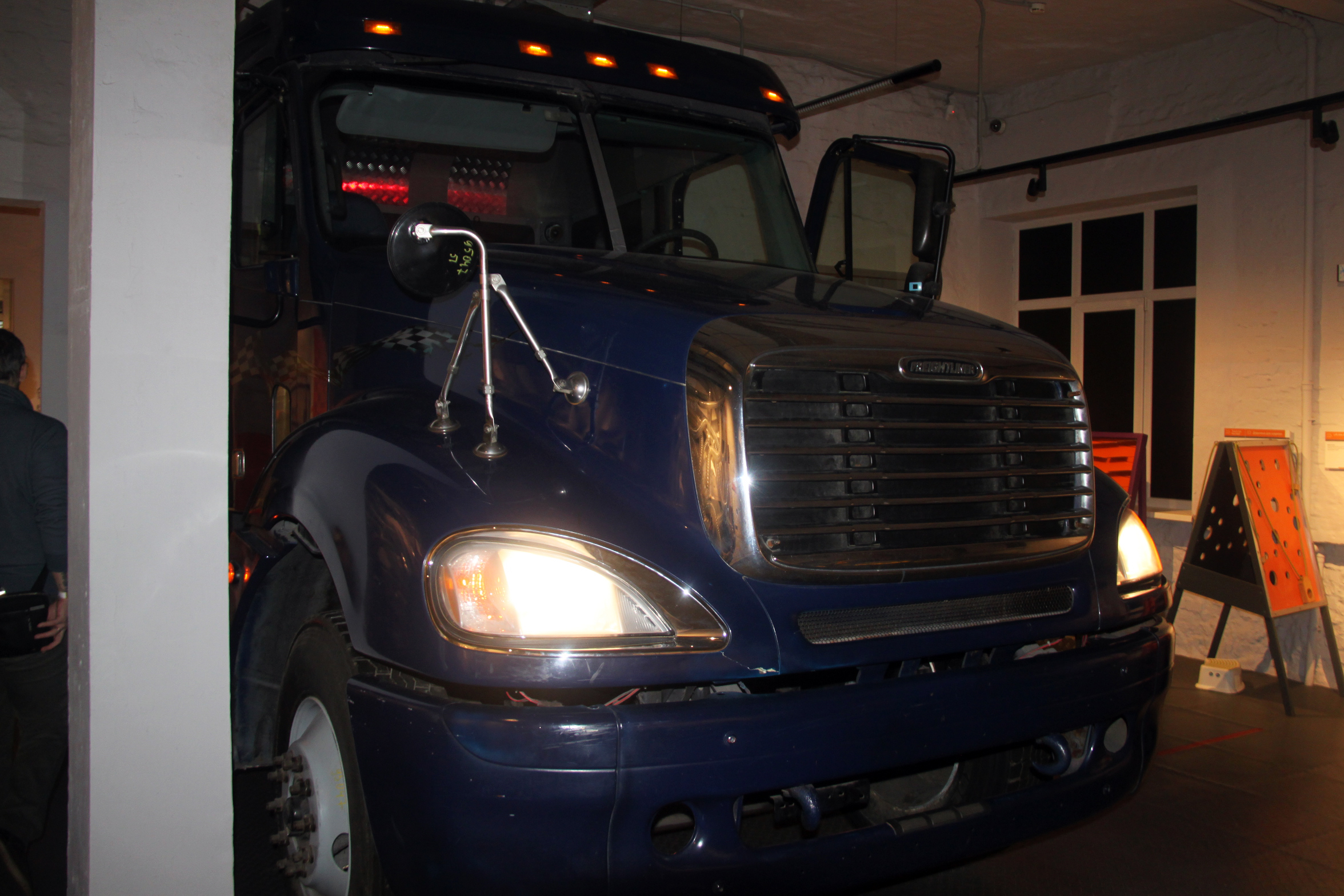
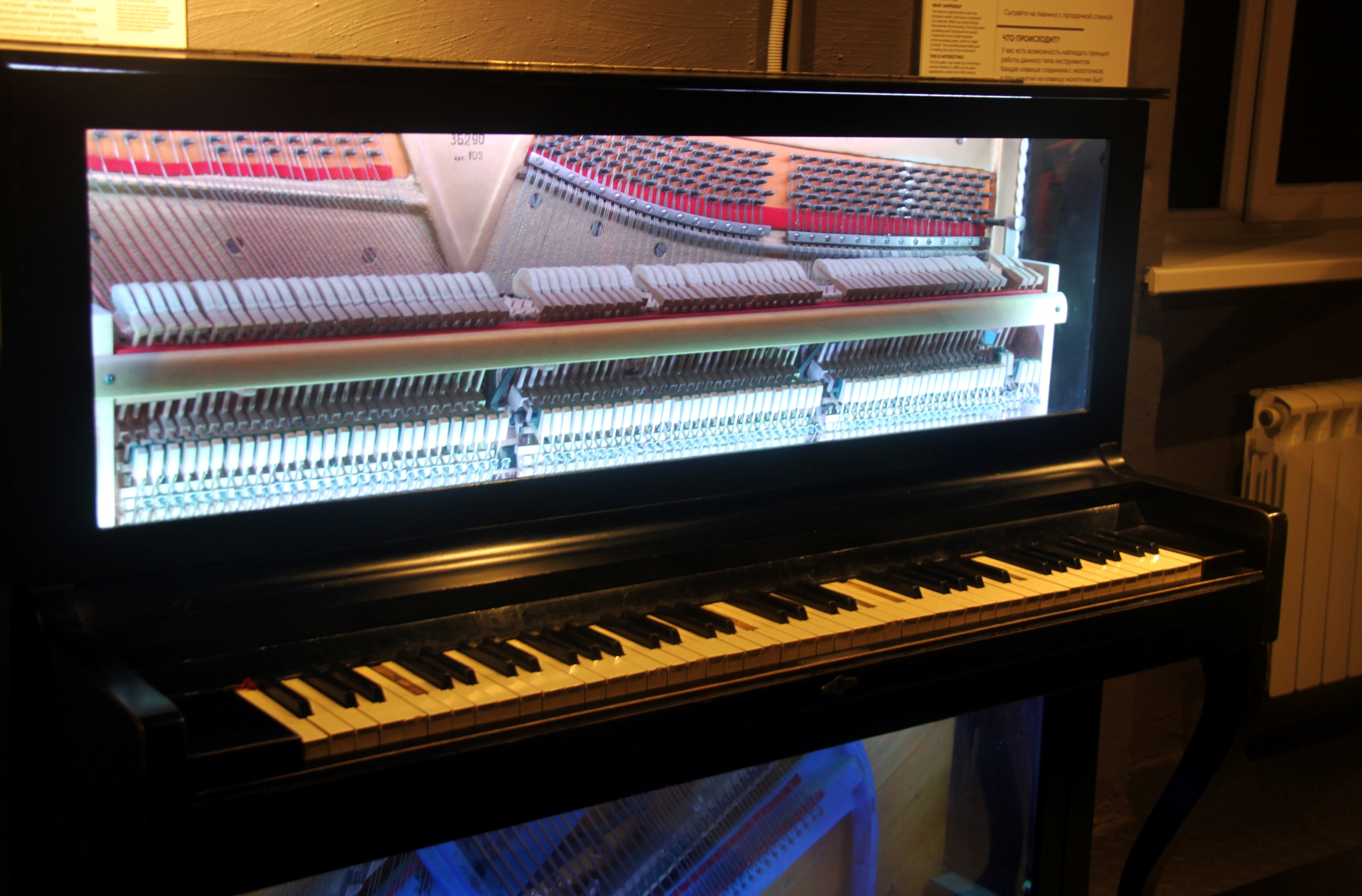
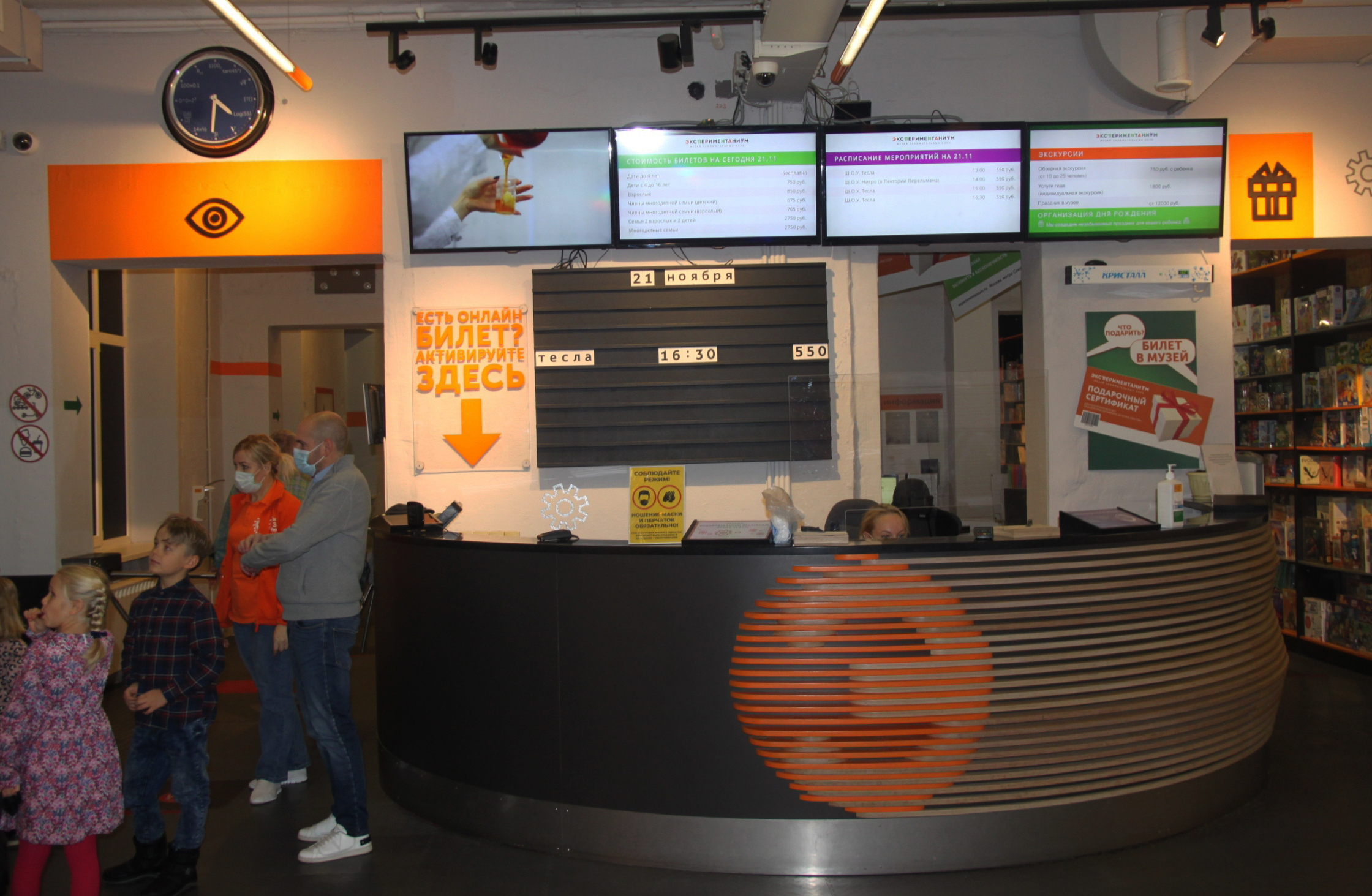
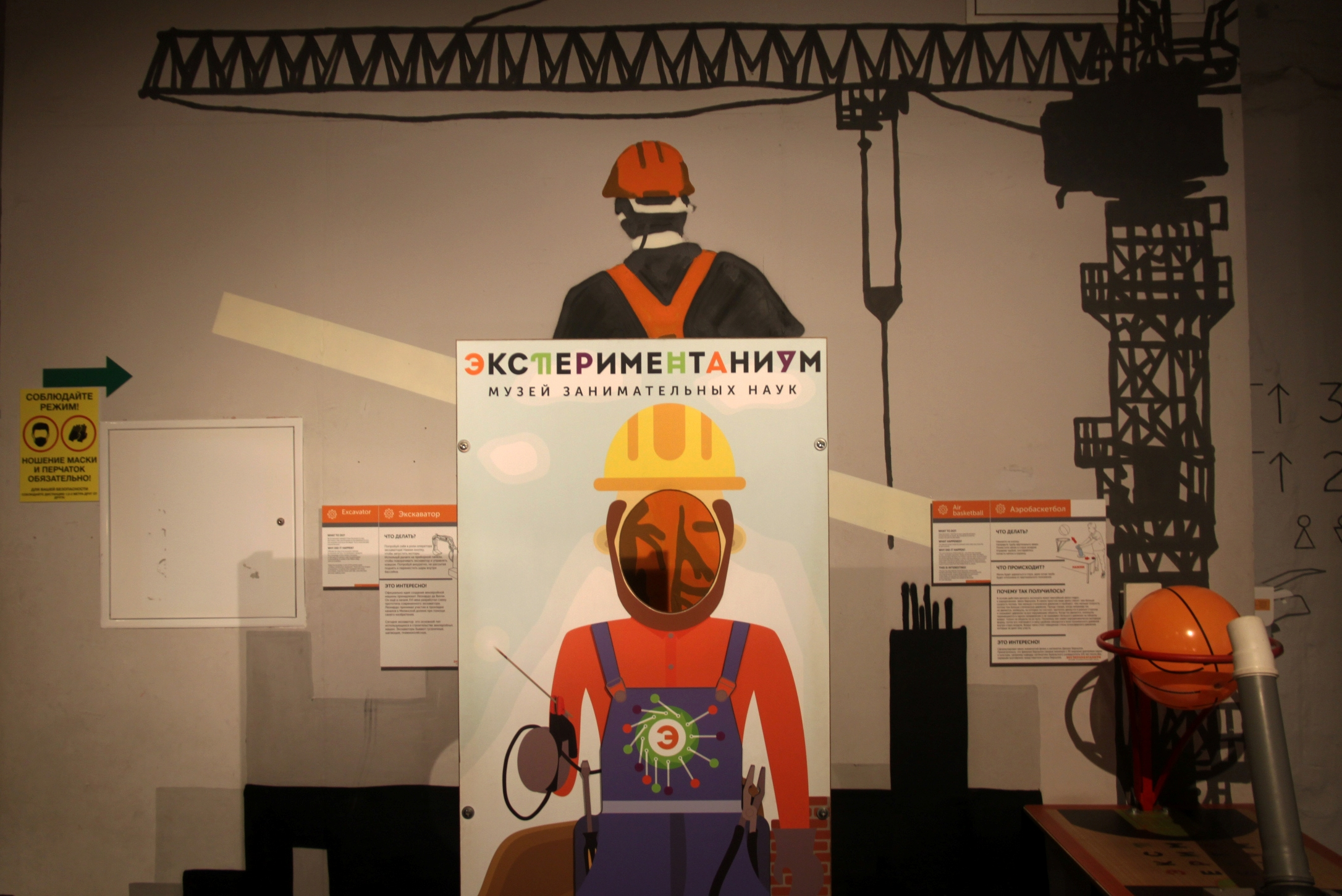

На выставке имеются аппараты, имитирующие зарождение торнадо и облаков, плазменный шар Тесла, кузов американского грузовика, механизмы, объясняющие принцип образования водоворота и морских волн, игра Mindball, в которой нужно управлять шариком с помощью «силы мысли», а также «Азбука механики эпохи Возрождения» — модели различных механизмов, изобретённых более 500 лет назад.